# Laura Asadauskaitė
Laura Asadauskaitė (Vilna, URSS, 28 de febrero de 1984) es una deportista lituana que compite en pentatlón moderno. Participó en cuatro Juegos Olímpicos de Verano, entre los años 2008 y 2020, obteniendo dos medallas, oro en Londres 2012 y plata en Tokio 2020.

## Palmarés internacional
| Juegos Olímpicos | Juegos Olímpicos       | Juegos Olímpicos | Juegos Olímpicos |
| Año              | Lugar                  | Medalla          | Competición      |
| ---------------- | ---------------------- | ---------------- | ---------------- |
| 2012             | Londres ( Reino Unido) | Medalla de oro   | Individual       |
| 2020             | Tokio ( Japón)         | Medalla de plata | Individual       |